# Lei Gong (Gottheit)

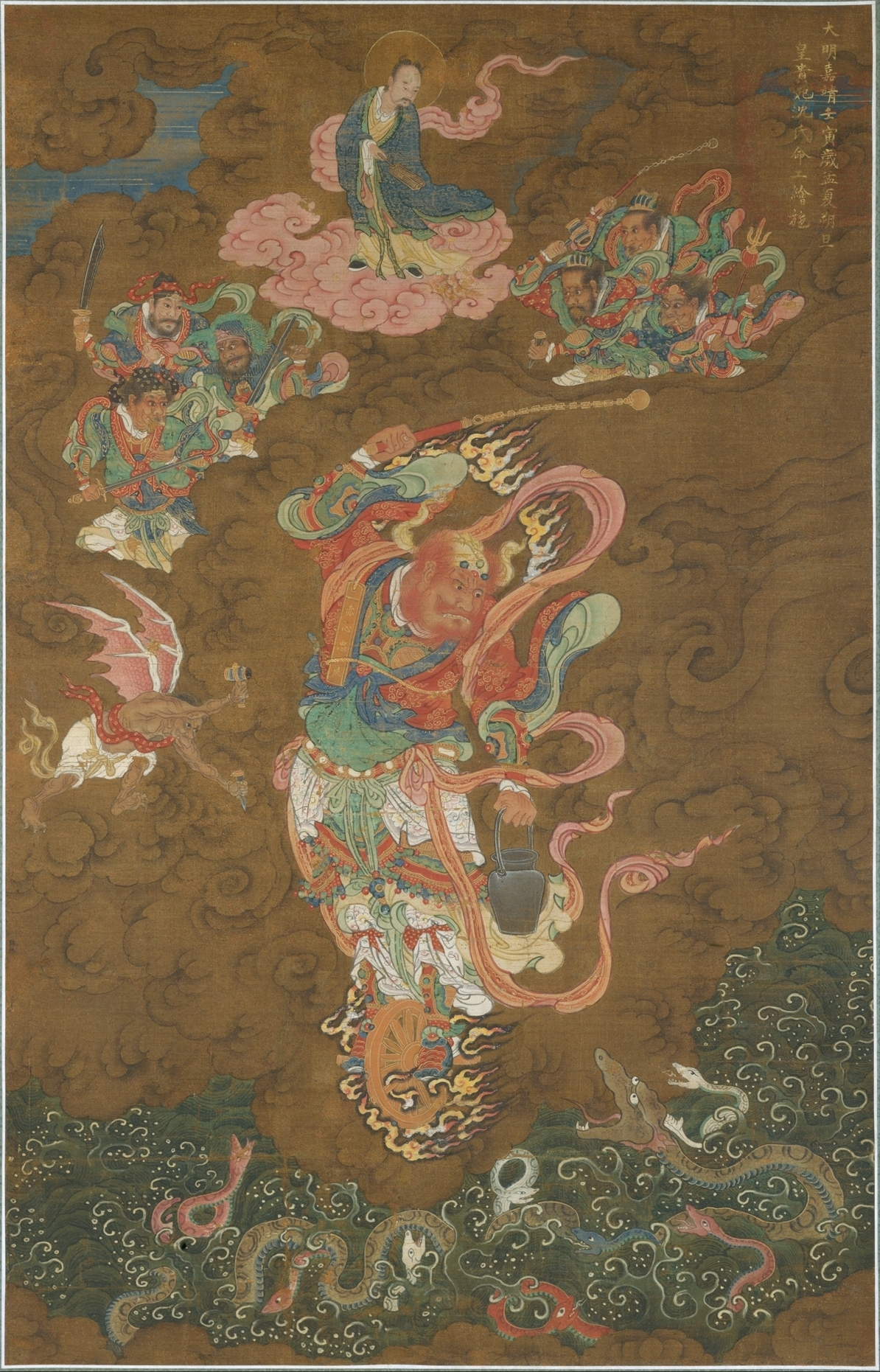
Leigong in bildlicher Darstellung (1542)

Lei Gong (chinesisch 雷公, Pinyin Léigōng) oder Lei Shen (chinesisch 雷神, Pinyin Léishén) ist der Donnergott aus dem chinesischen Volksglauben. Er trägt Hammer und Meißel, Sinnbilder des Donners.
Der Gott hat den Schnabel (in dem auf manchen Darstellungen Reißzähne zu sehen sind), die Flügel und die Füße eines Vogels. Seine Frau, Dian Mu (Mutter des Blitzes), trägt jeweils einen Spiegel in ihren Händen. Damit sorgt sie für das »Beiwerk« des Donners, nämlich den Blitz.